# Sympetrum cordulegaster
Sympetrum cordulegaster är en trollsländeart som först beskrevs av Selys 1883.  Sympetrum cordulegaster ingår i släktet ängstrollsländor, och familjen segeltrollsländor. Inga underarter finns listade i Catalogue of Life.